# ليندن (هسن)
ليندن (بالألمانية: Linden, Hesse) هي بلدة، مدينة و بلدة ألمانية تقع في ألمانيا في غيسن. يقدر عدد سكانها بـ 12,172 نسمة .

## جغرافيا
تقع مدينة ليندن (هسن) على بعد 6 كيلومترات جنوب من غيسن.